# Дейв Маккері
Девід Лоуренс Маккері (англ. David Lawrence McCary; нар. 2 липня 1985) — американський комік, письменник і режисер. З 2013 по 2019 рік був режисером Saturday Night Live, а також головним режисером перших двох сезонів популярного вебсеріалу Epic Rap Battles of History. Під час навчання в коледжі створив комедійну групу «Good Neighbor». Одружений з актрисою Еммою Стоун, від якої має дочку.

## Раннє життя
Маккері жив зі своїм другом дитинства Кайлом Муні, а Муні навчався в Університеті Південної Каліфорнії. Саме там Маккері познайомився з майбутніми членами Good Neighbor Ніком Резерфордом і Беком Беннеттом.

## Кар'єра

### Good Neighbor
У 2007 році Маккері разом з Кайлом Муні, Беком Беннеттом і Ніком Резерфордом сформували групу скетч-комедій Good Neighbor. Перед тим, як з'явитися на SNL, Good Neighbor щойно закінчив зйомки пілотної програми Comedy Central, The Good Neighbor Show, яку продюсували Вілл Феррелл та Адам Мак-Кей через їх компанію Гері Санчес. Як повідомляється, SNL довелося співпрацювати з Comedy Central, щоб розірвати їх контракт, щоб вони могли приєднатися до тривалого скетч-шоу. У цей час Маккері зняв перші два сезони Epic Rap Battles of History.

### Saturday Night Live
У 2013 році МакКері приєднався до Saturday Night Live у своєму тридцять дев'ятому сезоні як режисер разом зі співзасновниками Good Neighbor, Кайлом Муні та Беком Беннетом, які приєдналися як головні гравці, та Ніком Резерфордом, який приєднався як співробітник. письменник.

### Ведмідь із Бріґсбі
У 2017 році Маккері зняв комедійно-драматичний фільм «Ведмідь із Бріґсбі» виробництва The Lonely Island. У фільмі зіграли Кайл Муні, Марк Гемілл, Грег Кіннер, Метт Волш, Мікаела Воткінс, Хорхе Лендеборг-молодший і Райан Сімпкінс. Прем'єра фільму відбулася на кінофестивалі Санденс 23 січня 2017 року, а 28 липня 2017 року він був випущений Sony Pictures Classics.
У серпні 2020 року Маккері та продюсерська компанія його дружини Емми Стоун, Fruit Tree Production, підписали дворічну телевізійну угоду з A24.

## Особисте життя
Маккері почав зустрічатися з актрисою Еммою Стоун у жовтні 2017 року. Маккері й Стоун оголосили про заручини 4 грудня 2019 року й одружилися наступного року. У січні 2021 року повідомлялося, що Стоун вагітна їхньою першою дитиною, яка народилася 13 березня 2021 року. Дейв і Емма назвали свою доньку Луїзою Джин МакКері — в честь бабусі Емми, Джин Луїзи. Жан — це також друге ім'я Емми.